# Cipó (kommun)
Cipó är en kommun i Brasilien.   Den ligger i delstaten Bahia, i den östra delen av landet, 1 100 km nordost om huvudstaden Brasília. Antalet invånare är 15 764.
Följande samhällen finns i Cipó:
- Cipó

Omgivningarna runt Cipó är huvudsakligen savann. Runt Cipó är det ganska glesbefolkat, med 43 invånare per kvadratkilometer.